# Vetter Pharma
Die Vetter Pharma-Fertigung GmbH & Co. KG ist ein deutscher Pharmadienstleister mit Hauptsitz in Ravensburg und Standorten in Deutschland, Österreich, USA und Asien. Das Unternehmen betreibt im Kundenauftrag Entwicklung, Herstellung und Verpackung aseptisch vorgefüllter Spritzen, Karpulen und Vials.

## Geschichte

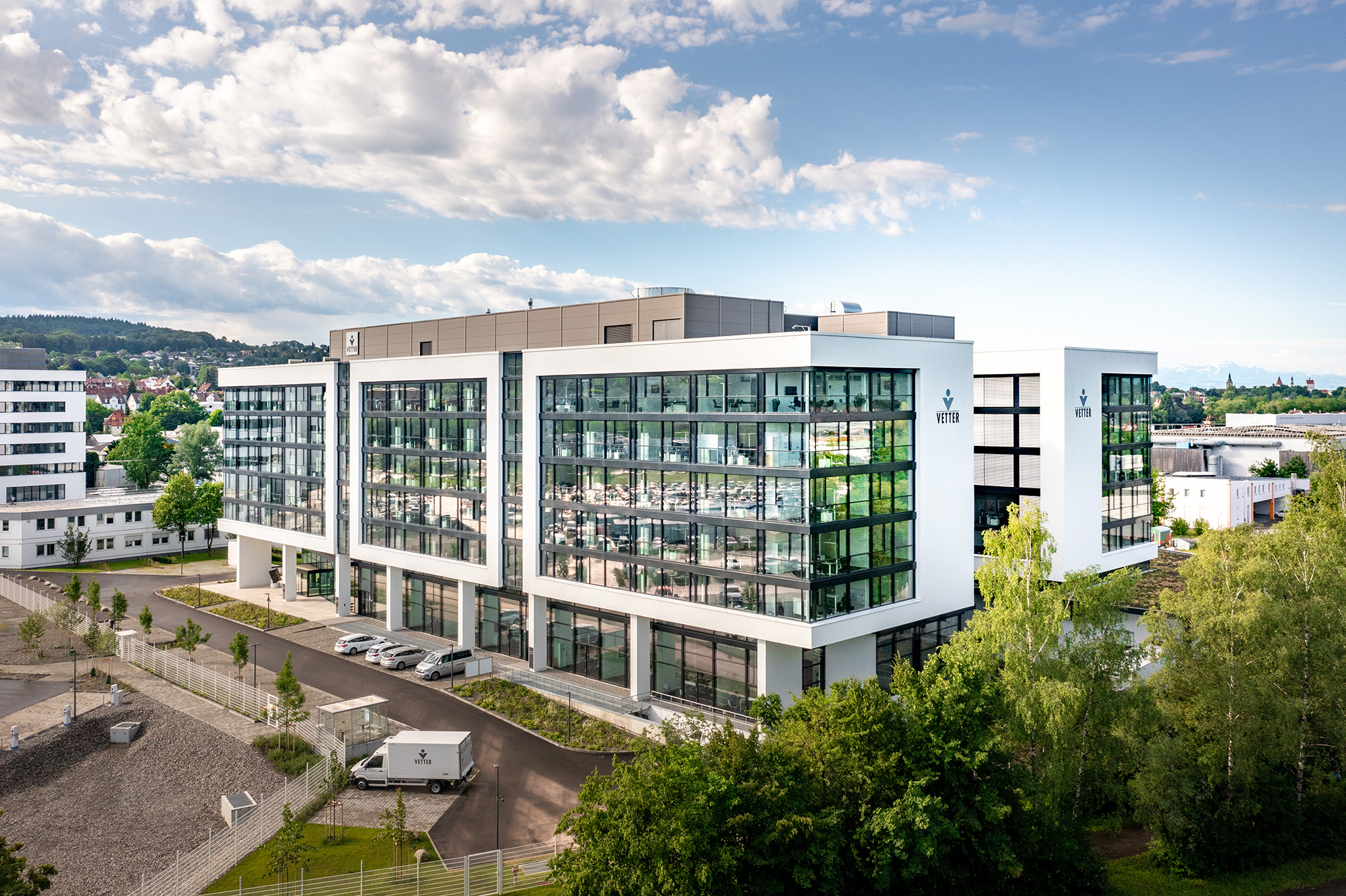
Unternehmenszentrale am Ravensburger Produktionsstandort, Schützenstraße (2022)

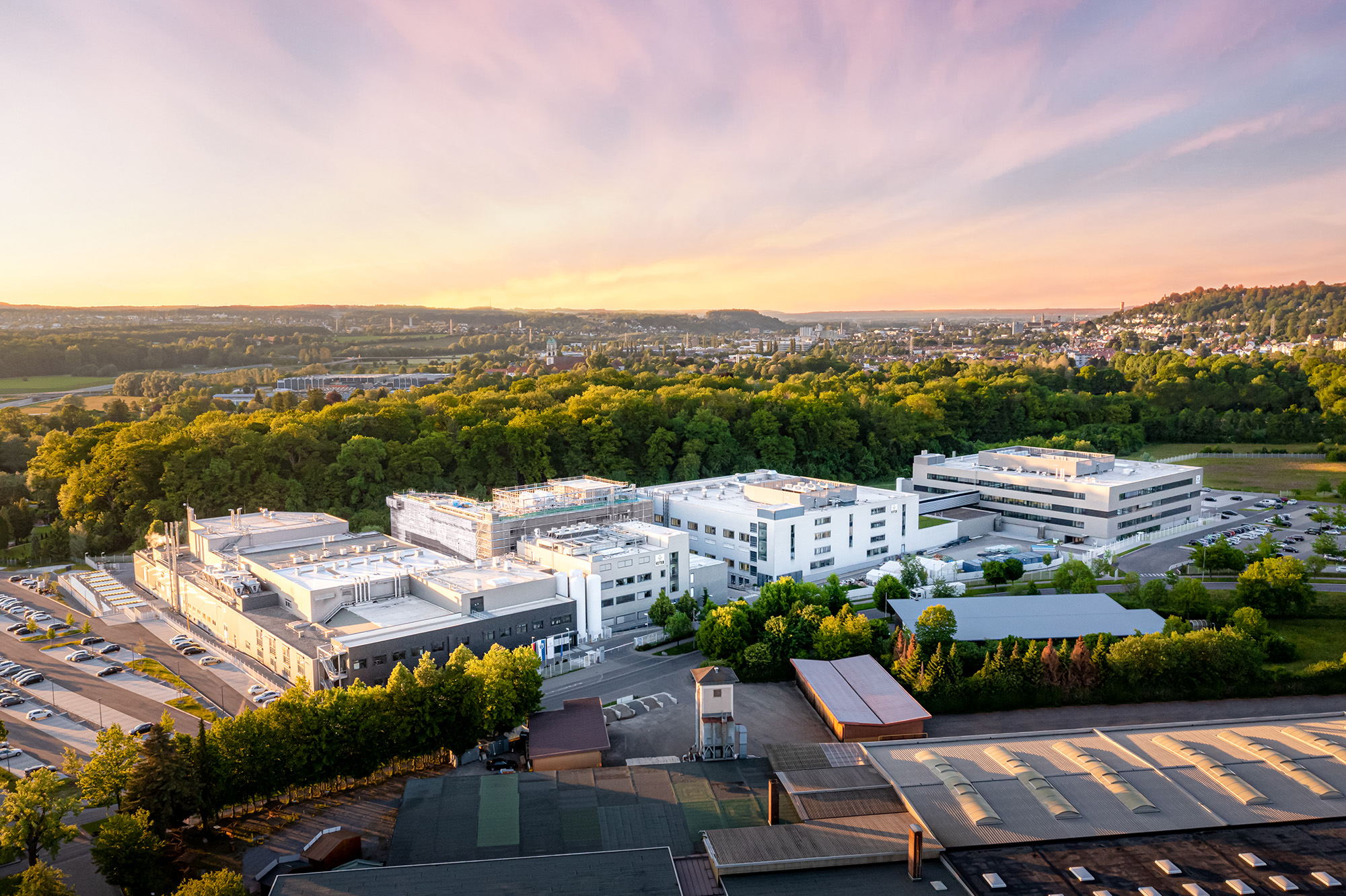
Produktionsstandort Ravensburg Süd, Mariatal (2022)

Das Unternehmen wurde 1950 von dem Apotheker Helmut Vetter (1920–1999) als Apotheker Vetter & Co. Arzneimittel GmbH Ravensburg gegründet. Zunächst fertigte der Betrieb vorwiegend Oblatenkapseln, vor allem das selbstentwickelte Magenmittel Ullus-Kapseln. Ein Jahr später folgte der Umzug in ein vierstöckiges Gebäude im Zentrum Ravensburgs. 1958 eröffnete Vetter eine eigene Apotheke (Apotheke Vetter am Marienplatz) samt Parfümerie und Reformhaus. In dieser Zeit begann Vetter sich mit der luft- und wasserdichten Versiegelung der selbst hergestellten Medikamente zu befassen. Ab 1965 begann die Firma mit der Auftragsfertigung von festen und flüssigen Arzneimitteln inklusive deren Verpackung. Seit 1975 wurden verstärkt aseptisch gefüllte Fertigspritzen produziert und seit Ende der 1980er Jahre betreibt das Unternehmen die keimfreie Abfüllung hauptgeschäftlich.
In den USA gründete Vetter 1983 seine erste ausländische Tochterfirma Vetter Pharma-Turm Inc. in Yardley (Pennsylvania), welche den Vertrieb in den USA und Kanada übernahm. 1984 erfolgte die Umfirmierung in Vetter Pharma-Fertigung GmbH & Co. KG. 1987 übernahm Udo Johannes Vetter Führungspositionen im Unternehmen.
1988 erhielt das Werk in Ravensburg eine Zulassung der amerikanischen FDA, wodurch sich der US-Markt für das Unternehmen öffnete. Zu diesem Zeitpunkt beschäftigte der Pharmadienstleister rund 350 Mitarbeiter. Zwei Jahre später brachte Vetter ein neues Zweikammer-Spritzensystem auf den Markt, das in einer Kammer gefriergetrocknete und damit lange haltbare Arzneimittel und in der zweiten Kammer ein geeignetes Lösungsmittel enthält; bei der Applikation werden die Komponenten gemischt. In den folgenden Jahren automatisierte Vetter seine Fertigung und eröffnete weitere Produktionsstätten in Deutschland.
Das US-Ministerium für Innere Sicherheit führte Vetter 2008 auf der Strategieliste der Critical Foreign Dependencies Initiative. Diese erfasst ausländische Infrastruktur, die, wenn angegriffen oder zerstört, die USA gefährden würde. Enthüllt wurde diese Liste, in der es um neuralgische Punkte für die Sicherheit der Vereinigten Staaten ging, durch WikiLeaks.
Im Jahr 2020 ging Vetter eine strategische Zusammenarbeit mit dem familiengeführten Biotech-Unternehmen Rentschler ein. Darin übernimmt Rentschler die Bioprozessentwicklung und Wirkstoffproduktion, während Vetter die Abfüllung und Verpackung von Wirkstoffen betreibt. Ende 2021 erhielt Vetter nach einer Inspektion durch die österreichische Agentur für Gesundheit und Ernährungssicherheit (AGES) die Betriebsbewilligung für eine neue klinische Fertigungsstätte im österreichischen Rankweil. Seit Herbst 2021 wird zudem für 230 Millionen Euro in Ravensburg ein neues Produktionsgebäude errichtet, das weitere Produktionskapazitäten bieten soll.
2021 gründete Vetter das Programm Vetter goes Social, bei welchem Studierende, Auszubildende und Praktikanten von Vetter soziale Projekte in der Region unterstützen. Im März 2023 trat Vetter der international größten Unternehmensinitiative für nachhaltiges Wirtschaften bei, dem UN Global Compact Netzwerk (UNGC). Im November 2023 trat das Unternehmen außerdem der Science Based Targets initiative (SBTi) bei, einer Initiative von Unternehmen, die bis 2050 klimaneutral werden wollen. 2023 wurden die Produktionskapazitäten und das Dienstleistungsangebot am Standort Rankweil weiter ausgebaut.
Am 18. November 2024 eröffnete Vetter ein Bildungszentrum mit naturwissenschaftlichem Ausbildungszentrum in Ravensburg, in dem das Unternehmen Pharmakanten und Laboranten ausbildet. Es ergänzt ein weiteres, seit 2020 bestehendes technisches Bildungszentrum des Unternehmens, das ebenfalls Ravensburg angesiedelt ist.

## Unternehmensstruktur
Das Unternehmen erwirtschaftet mehr als die Hälfte seines Umsatzes in den USA (Stand 2023).
Vetter besitzt national und international mehrere Standorte. In Ravensburg und Langenargen betreibt das Unternehmen insgesamt drei Fertigungsstätten für die Herstellung und Endverpackung. Weiterhin besitzt Vetter Entwicklungsstandorte in Österreich und den USA. In den USA und Österreich werden kleine Mengen Wirkstoff für klinische Testreihen abgefüllt. Weitere Vertriebsstandorte befinden sich in der Asien-Pazifik-Region mit Niederlassungen in China, Singapur, Japan und Südkorea. Seit September 2020 sind alle deutschen, und seit dem Jahr 2021 alle österreichischen, amerikanischen und asiatischen Produktions- und Vertriebsstandorte des Unternehmens CO2-neutral.
Vetter Pharma ist seit 2024 Mitglied im Verband Forschender Arzneimittelhersteller.

## Gesellschafterstruktur
Anteilseigner der Vetter Pharma-Fertigung GmbH & Co. KG sind die A-DWK GmbH (7,25 %), A-JJK GmbH (7,25 %), A-CVK GmbH (24,5 %), A-UJV I Holding GmbH (25,5 %), A-UJV II Beteiligungs GmbH (25,5 %), A-ANV GmbH (5 %) und A-BMV GmbH (5 %), die alle ihren Sitz in Graz (Österreich) haben (Stand: Januar 2025). Gesellschafter dieser vermögensverwaltenden GmbHs sind jeweils mit 99,6 % die Vetter Holding GmbH & Co. KG und Vetter Kerkhoff Holding GmbH & Co. KG mit Sitz in Ravensburg, die verschiedenen Mitgliedern der Familie Vetter zuzurechnen sind und ebenfalls der Vermögensverwaltung dienen.

## Produkte
Vetter betreibt im Auftrag seiner Kunden die Entwicklung, Herstellung und Verpackung von injizierbaren Medikamenten. Das Unternehmen füllt die Wirkstoffe steril in Spritzen und andere Injektionssysteme ab. An den Standorten in Ravensburg und Langenargen werden beispielsweise Wirkstoffe gegen Autoimmunerkrankungen wie Rheuma und Morbus Crohn abgefüllt. Auch Wirkstoffe für seltene Krankheiten wie Kinderalzheimer werden hier steril in verschiedene Injektionssysteme abgefüllt und verpackt.
Vetter beliefert rund 200 Kunden, zu denen sowohl große Pharmakonzerne als auch zahlreiche Biotech-Startups gehören.

## Auszeichnungen (Auswahl)
2022 gewann Vetter den Sustainable Impact Award in der Kategorie „Social Impact on Employees“, welche sich unter anderem auf die Mitarbeiterzufriedenheit bezieht. Verliehen wird die Auszeichnung durch die Zeitschrift Wirtschaftswoche, dem Bundesverband Mittelständische Wirtschaft sowie Generali Deutschland. 2023 wurde der Preis zum zweiten Mal in Folge gewonnen, nunmehr in der Kategorie „Impact of Social Engagement“.
2023 wurde Vetter als eines von zehn Unternehmen mit dem Umweltmanagement-Preis 2023 des deutschen Bundesumweltministeriums ausgezeichnet.